# Charles Le Boucq
Pour les articles homonymes, voir Boucq (homonymie).
Charles Le Boucq (8 juin 1868, Cambrai - 10 avril 1959, Nice) est un homme politique français.

## Biographie
Charles Ferdinand Marie Leboucq (selon l'orthographe de tous les documents officiels) est le fils d'Emile Leboucq et de Zélie Montaigne. Il est bachelier es-lettres et es-sciences, docteur en Droit avec une thèse sur la contrefaçon des oeuvres littéraires et artistiques soutenue en 1897 à l'Université de Paris.
Il est l'un des douze secrétaires du comité exécutif du Parti républicain, radical et radical-socialiste en 1905. Député radical de la Seine, sans discontinuer de 1906 à 1928, il est secrétaire de la Chambre de 1909 à 1911.
Contributeur régulier au quotidien Le Journal depuis décembre 1910, peut-être grâce à l'arrivée du sénateur Charles Humbert à sa direction politique, il y signe des éditoriaux politiques et des articles plus spécialisés sur le commerce, les transports et la finance, comme ce plaidoyer final « Pour que l'épargne acquière l'audace » du 12 juillet 1914.
Bien que réformé en 1887, il s'engage, à 46 ans, pour la durée de la guerre le 20 août 1914. Incorporé au 19e escadron du Train il passe le 1er septembre 1914 au service automobile du 13e régiment d'artillerie, unité qui accueille les hommes déclarés inaptes au combat mais valides. Promu sous-lieutenant le 18 janvier 1916 il est détaché à une division d'infanterie et « s'étant engagé sous de violents bombardements pour apporter au commandant des renseignements importants », il se voit cité à l'ordre de l'armée du 21 octobre 1915.
Il fonde le journal L'Entente : organe de défense économique dont le premier numéro paraît le 15 mai 1919. Quotidien à son lancement, avec C. Leboucq comme directeur de publication, le journal devient hebdomadaire le 2 février 1921 et le reste jusqu'à la cessation de parution en 1939.
Dans la continuité de ses travaux sur les transports fluviaux et maritimes auxquels il s'intéresse depuis le début du siècle, comme le montre sa présence, avant-guerre, à la commission des travaux publics et à celle de la Marine, il est, en 1928, rapporteur général de la Commission extra-parlementaire de la Marine Marchande, fonction qui lui vaut sa promotion au grade d'officier de la Légion d'Honneur.

## Distinctions
- Croix de guerre avec palme (Journal officiel du 5 décembre 1915).
- Légion d'Honneur, chevalier (arrêté du 4 mai 1916), officier (décret du 29 juillet 1928 au titre du Ministère des Travaux-publics).

## Publications
- De la contrefaçon des œuvres littéraires et artistiques, Paris, Librairie nouvelle de Droit et de Jurisprudence, 1897, 176 p.
- Préface à Paul de Lauribar, La guerre italo-turque devant l'Europe, Paris, L'Informateur parlementaire, 1912, 37 p.

## Sources
- « Charles Le Boucq », dans le Dictionnaire des parlementaires français (1889-1940), sous la direction de Jean Jolly, PUF, 1960 [détail de l’édition]